# 1943 en football canadien
Chronologie
Saison précédente Saison suivante
1943 est la 59e saison depuis la fondation de la Canadian Rugby Football Union en 1884.

## Événements
La Interprovincial Rugby Football Union et la Western Interprovincial Football Union sont inactives à cause de la guerre. Cependant l'Ontario Rugby Football Union reste en opération. Dans cette ligue, les changements suivants sont apportés:
- L'équipe de Hamilton s'appelle maintenant les Flying Wildcats
- À Ottawa, l'équipe des Combines se joint à la ligue
- L'équipe de Kitchener-Waterloo se retire.

La Quebec Rugby Football Union revient dans la compétition pour la coupe Grey, avec cinq équipes dont trois militaires. L'équipe de l'université McGill joue seulement 4 matchs dans la saison, comparé à 10 pour les autres équipes, mais chacun de ses matchs vaut six points au classement.
Dans l'Ouest, une ligue de trois équipes composée en grande majorité de personnel militaire est mise sur pied,. 

## Classements
Les deux ligues majeures, la WIFU et l'IRFU, sont inactives. 

### Ligues provinciales et régionales
| Clt   | Équipe                        | PJ | V | D | N | BP  | BC  | Pts |
| ----- | ----------------------------- | -- | - | - | - | --- | --- | --- |
| +001, | Flying Wildcats de Hamilton   | 10 | 8 | 1 | 1 | 223 | 71  | 17  |
| +002, | Balmy Beach de Toronto        | 10 | 8 | 2 | 0 | 148 | 74  | 16  |
| +003, | RCAF Hurricanes de Toronto    | 9  | 6 | 2 | 1 | 114 | 67  | 13  |
| +004, | Ottawa Combines               | 9  | 2 | 7 | 0 | 68  | 129 | 6   |
| +005, | HMCS York Bulldogs de Toronto | 10 | 2 | 8 | 0 | 73  | 160 | 4   |
| +006, | Indians de Toronto Oakwood    | 8  | 1 | 7 | 0 | 36  | 161 | 2   |

| Clt   | Équipe                                         | PJ | V | D  | N | BP  | BC  | Pts |
| ----- | ---------------------------------------------- | -- | - | -- | - | --- | --- | --- |
| +001, | RCAF Station Flyers de Lachine                 | 10 | 8 | 2  | 0 | 161 | 60  | 20  |
| +002, | Grads de Verdun                                | 10 | 7 | 3  | 0 | 90  | 64  | 18  |
| +003, | HMCS St. Hyacinthe-Donnacona Navy Combines     | 10 | 6 | 4  | 0 | 62  | 60  | 16  |
| +004, | Université McGill                              | 4  | 1 | 3  | 0 | 24  | 20  | 6   |
| +005, | Huntingdon No 41 Canadian Army Training Centre | 10 | 0 | 10 | 0 | 30  | 163 | 0   |

| Clt   | Équipe                           | PJ | V | D | N | BP  | BC | Pts |
| ----- | -------------------------------- | -- | - | - | - | --- | -- | --- |
| +001, | RCAF Bombers de Winnipeg         | 6  | 6 | 0 | 0 | 102 | 37 | 12  |
| +002, | Regina All Service All Stars     | 6  | 2 | 4 | 0 | 46  | 96 | 4   |
| +003, | Winnipeg United Services Combine | 6  | 1 | 5 | 0 | 34  | 49 | 2   |

## Séries éliminatoires

### Finale de l'Ouest
- 6 novembre : Regina All Service All Stars 0 - RCAF Bombers de Winnipeg 1
- 11 novembre : RCAF Bombers de Winnipeg 11 - Regina All Service All Stars 0

Les RCAF Bombers de Winnipeg gagnent la série 12-0 et passent au match de la coupe Grey.

### Demi-finale de l'Est
- 13 novembre : Balmy Beach de Toronto 2 - Flying Wildcats de Hamilton 7

### Finale de l'Est
- 20 novembre : RCAF Station Flyers de Lachine 6 - Flying Wildcats de Hamilton 7

Les Flying Wildcats de Hamilton passent au match de la coupe Grey.

### 31ecoupe Grey
- 27 novembre : Les Flying Wildcats de Hamilton gagnent 23-14 contre les RCAF Bombers de Winnipeg au Varsity Stadium à Toronto (Ontario).

## Honneurs individuels
- Trophée Jeff-Russel (courage, habileté, jeu propre et esprit sportif dans l'IRFU) : non-attribué, Seconde Guerre mondiale